# Dolní Jiřetín
Dolní Jiřetín (německy Niedergeorgenthal) je zaniklé město v okrese Most v Ústeckém kraji. Nacházelo se šest kilometrů severozápadním směrem od bývalého města Mostu v nadmořské výšce 235 metrů s katastrální výměrou 776 hektarů. K horní části Dolního Jiřetína přiléhala jeho osada Čtrnáct Dvorců a vytvářely souvislý pás osídlení podél Jiřetínského potoka až k dnešnímu Hornímu Jiřetínu. Obec byla zlikvidována v letech 1980–1983.

## Název
Německý tvar Nieder-Georgenthal je odvozen z osobního jména Georg (Jiří) ve významu Jiřího údolí. Název Jiřetín (původně Juřětín) vychází z osobního jména Juřata (Jiřata) ve významu Jiřatův dvůr. V historických pramenech se jméno objevuje ve tvarech: Jorrenthal (1263), in Gyrzietynye (1384), Jorginteyn (1394), Jorntin (1399), in Girzetinie (1492).

## Historie

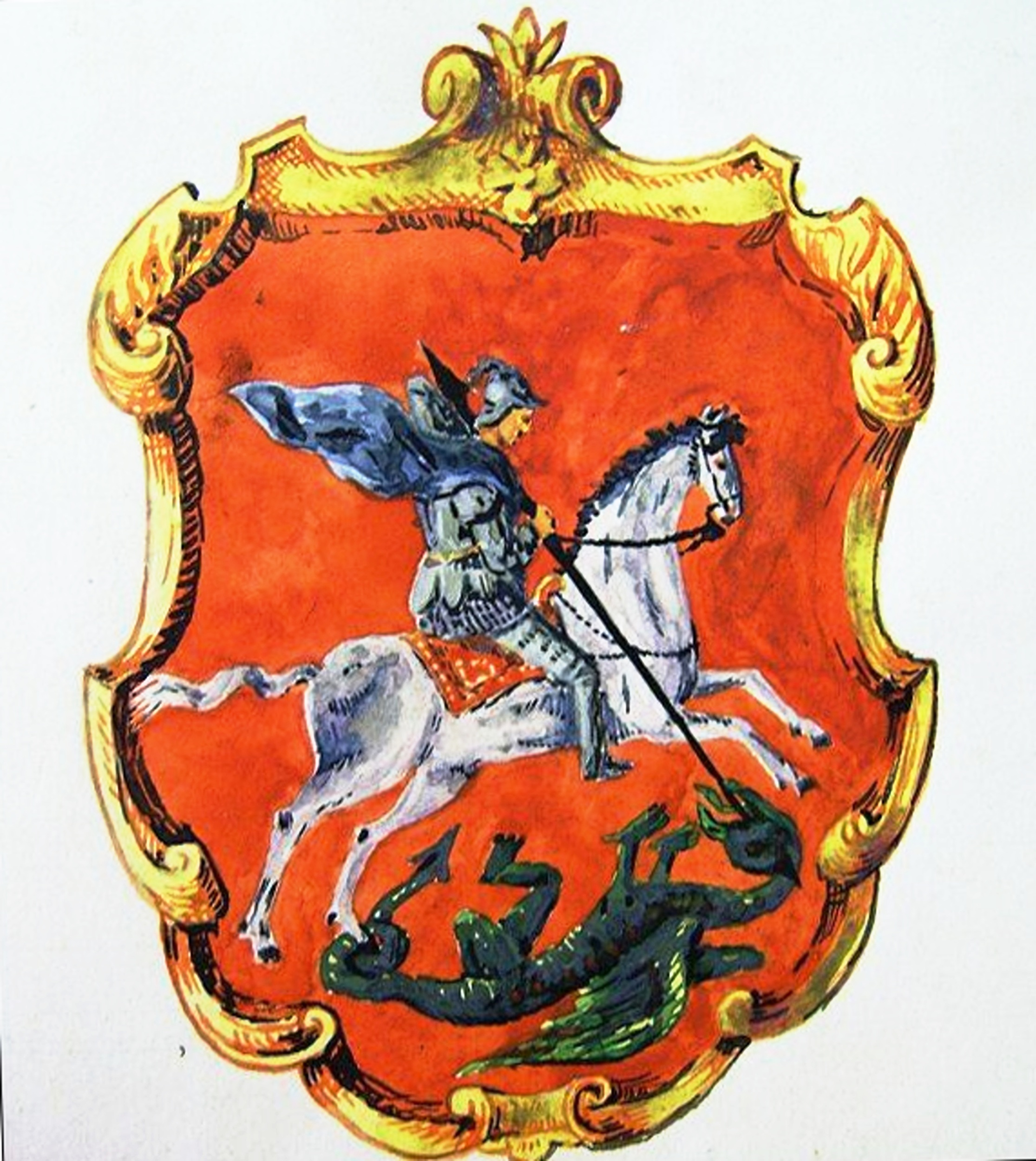
Znak Dolního Jiřetína, zobrazený v roce 1922 v městské kronice

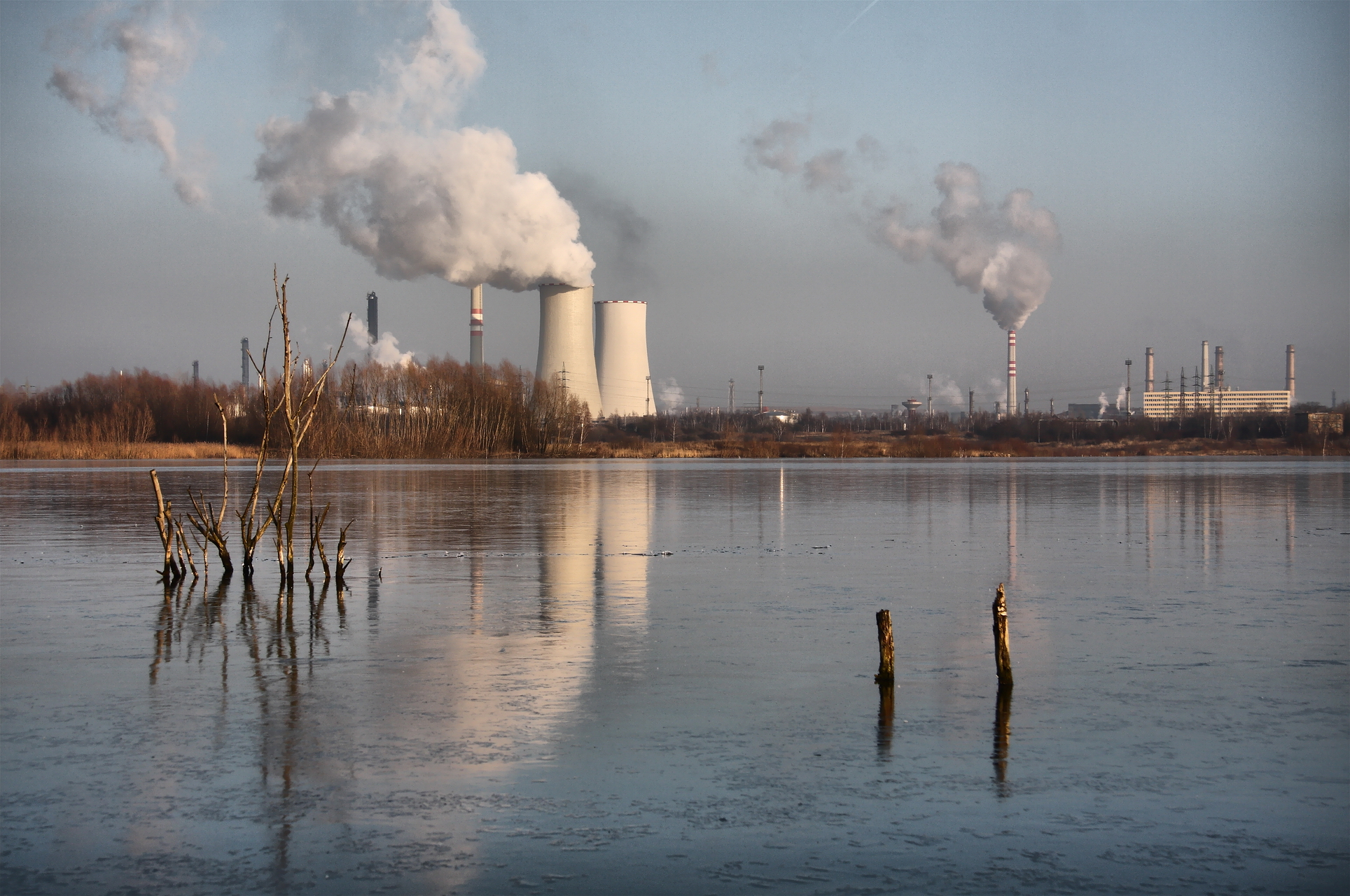
Území, kde stával Dolní Jiřetín, bylo částečně zaplaveno vodami tzv. Propadliny a dalšími vodními plochami

Nejstarším písemným dokladem o existenci Jiřetína je listina z roku 1263, kde se však ještě nerozlišuje Dolní a Horní Jiřetín. Tehdejší majitel jménem Protiva upravil jiřetínským obyvatelům vrchnostenské dávky. Další zpráva o obci pochází z roku 1273, kdy král Přemysl Otakar II. udělil mosteckým měšťanům mílové právo, ze kterého vyčlenil Kopisty, Komořany a Jiřetín, kde se směl prodávat chléb, maso a pivo zakoupené v Mostě. Přes Jiřetín vedla ve středověku obchodní cesta z Chomutova a Ervěnic do Saska.
Ze 14. století pocházejí první písemné zmínky o tvrzi v Jiřetíně, na které jsou zaznamenáni v roce 1354 Keruňk z Lomu, roku 1394 Petr z Gablence a 1399 Kašpar z Gablence. V roce 1409 je zmiňována jako držitelka Anna z Koldic a Jiřetín spadal k bílinskému panství tohoto šlechtického rodu. Za držby pánů z Koldic obdržel Jiřetín několik výsad. V roce 1473 byli obyvatelé svými majiteli osvobozeni od roboty a v roce 1485 obdrželi od krále Vladislava II. právo vařit pivo.
Fara v Dolním Jiřetíně se poprvé připomíná již k roku 1352. V roce 1409 Anna z Koldic oddělila horní část Jiřetína a založila zde novou farnost Horní Jiřetín. Tak začal postupný proces oddělování obou vesnic, který byl dokončen kolem roku 1459. V roce 1492 poslední majitel z rodu Koldiců, Těma zastavil oba Jiřetíny Václavovi Vlčkovi z Čenova. Dolní Jiřetín je zde zmiňován jako městečko, zatímco Horní Jiřetín zůstal vsí až do roku 1914, kdy byl povýšen na město.
V 16. století se vystřídalo několik majitelů Dolního Jiřetína. Jáchym z Malcánu a po něm páni z Veitmile. Šebestián z Veitmile se uvádí ještě v roce 1549 jako držitel zdejší tvrze. Kolem roku 1562 koupil ves Václav Popel z Lobkovic a ten přikoupil ještě část vsi, která patřila Zdeňkovi Želenskému ze Sebuzína. V této době se rovněž z Dolního Jiřetína vyčlenila osada Čtrnáct Dvorců. V roce 1583 zdědil Dolní Jiřetín i s tvrzí Jan Václav z Lobkovic. Když přikoupil statek Horní Litvínov, kam přenesl své sídlo, náležel Dolní Jiřetín k hornolitvínovskému panství. V roce 1642 přešel Dolní Jiřetín do majetku Valdštejnů a součástí jejich panství Duchcov-Horní Litvínov zůstal až do roku 1848.

Dne 31. srpna 1571 obdržel Dolní Jiřetín od císaře Maxmiliána II. městský znak a pečeť s právem pečetit zeleným voskem a právo na konání výročních trhů. Toto privilegium v následujících staletích potvrdili a rozšířili o další trhy císař Leopold I. (1682) a Josef II. (1785). V 17. století prošlo městečko obdobím úpadku. V roce 1621 jej postihl rozsáhlý požár. Nepříznivě zasáhla do osudů Dolního Jiřetína také třicetiletá válka a po ní roku 1680 morová epidemie. V témže roce vyhořel poplužní dvůr. Městečko ztratilo většinu předchozích privilegií, včetně práva vařit pivo. Teprve v 18. století Dolnímu Jiřetínu císařové Josef I. Habsburský a Karel VI. vrátili jeho ztracené svobody.

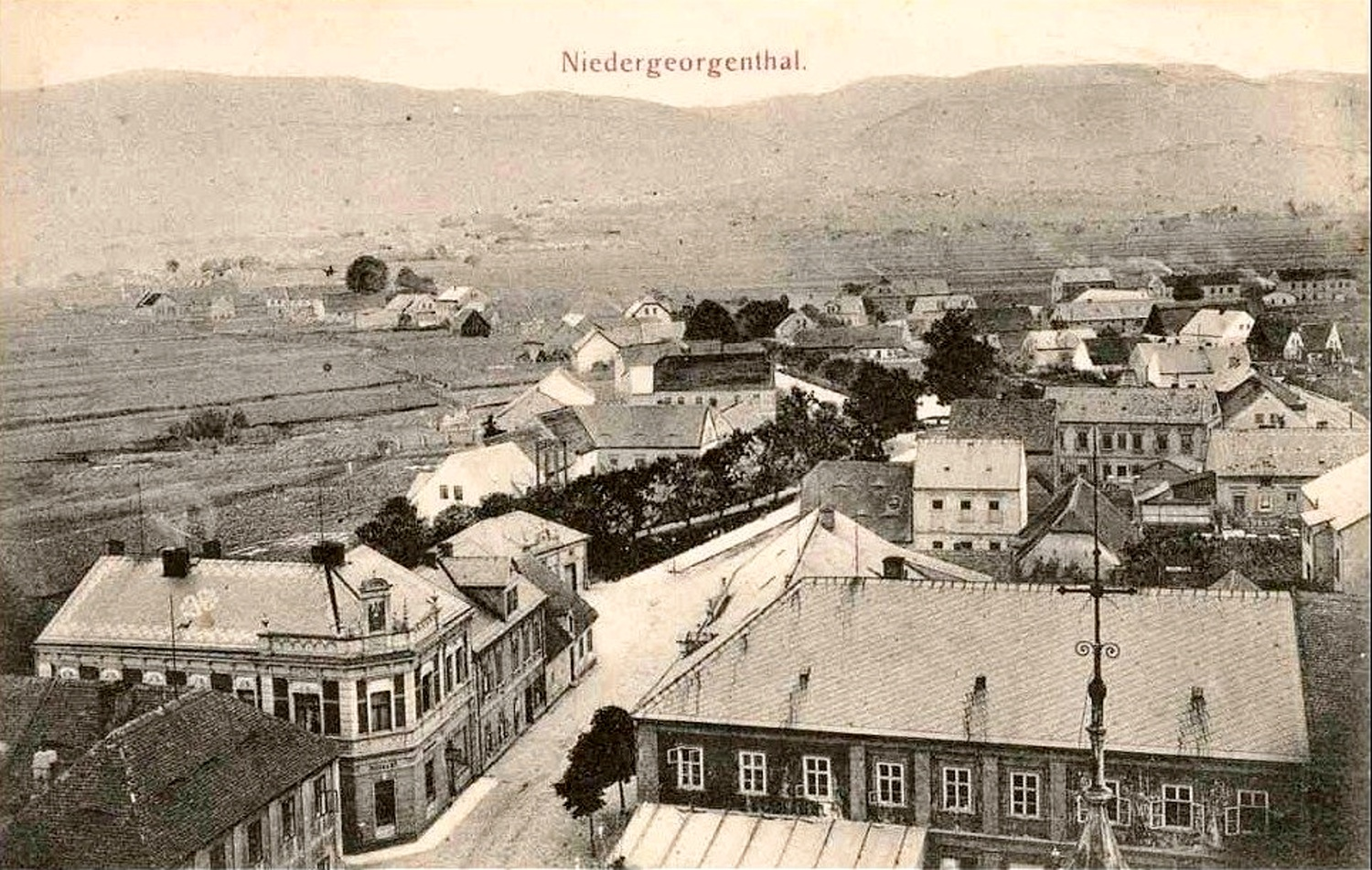
Pohled na Dolní Jiřetín z věže kostela sv. Mikuláše (rok 1908)

Obyvatelé se živili především zemědělstvím a rybolovem. Už na počátku 16. století existovaly jižně od městečka rybí sádky. Vedle nich zde byl ještě velký Starý rybník. Během 18. století se zde rozšířilo tkalcovství a punčochářství. Příslušníci všech zdejších řemesel byli členy cechů v Horním Litvínově, který byl střediskem panství. Na počátku 19. století však tato řemesla zaznamenala úpadek následkem zavedení vysokých exportních cel a tedy omezení vývozních možností. Obyvatelstvo se proto vrátilo k převážně zemědělskému způsobu obživy, především pak pěstování zeleniny, neboť to bylo umožněno postupným vysoušením Komořanského jezera.
Po zrušení vrchnostenské správy v roce 1848 obec Dolní Jiřetín zahrnující ještě katastrální obec Čtrnáct Dvorců připadla do obvodu politického a soudního okresu Most. Dne 5. srpna 1862 byl Dolní Jiřetín povýšen z městečka na město.

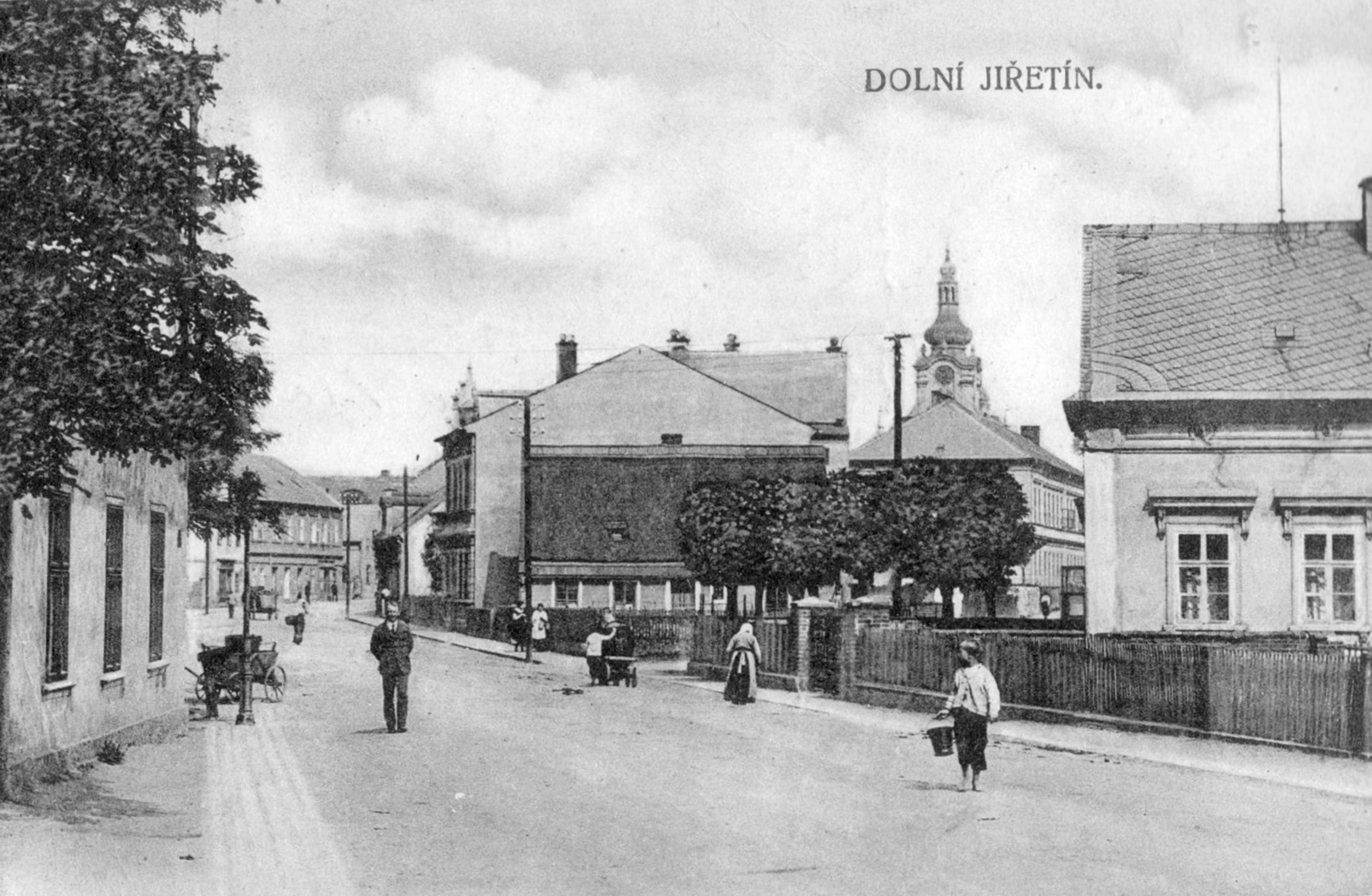
Dolní Jiřetín na počátku 20. století

Koncem sedmdesátých let 19. století se začaly v blízkém okolí otevírat hnědouhelné doly. Na katastru města byla těžba v prvním dole Quido I zahájena v roce 1880. V krátké době byly otevřeny doly Quido II (1882), Humboldt I (1887), Centrum (1889), Humboldt II (1891) a Quido III (1904). Tím se naskytla řada nových pracovních příležitostí, které přilákaly do města značné množství lidí, především z vnitrozemí. Během jediného desetiletí zažilo město velký nárůst obyvatelstva, kdy z 958 obyvatel v roce 1880 vzrostl jejich počet na 2 836 v roce 1890. O dalších deset let zde žilo již 3 947 osob. Nárůst počtu obyvatel vedl k vybudování mnoha městských zařízení. Roku 1889 byla postavena nová školní budova. V roce 1894 byl v obci zaveden vodovod, roku 1898 postaven městský chudobinec. Obyvatelstvo, které se do obce koncem 19. století stěhovalo za prací, bylo převážně české národnosti. V roce 1907 byla v obci otevřena česká obecná škola. Po první světové válce byl rovněž založen spolek Sokol, který v roce 1931 otevřel sokolovnu.
V roce 1932 vypukla na dole Humboldt II stávka, která se posléze rozšířila i na další doly, a která získala označení Velká mostecká stávka.
Po okupaci českého pohraničí v roce 1938 a připojení k Německé říši zůstal Dolní Jiřetín několik let samostatným sídelním útvarem, avšak roku 1943 došlo k jeho sloučení a připojení spolu s Mariánským Údolím k Hornímu Jiřetínu. Nicméně městský úřad zůstal umístěn až do konce války na dolnojiřetínské radnici. Po skončení druhé světové války byl úřad nahrazen místním národním výborem a Dolní Jiřetín se opět osamostatnil. V roce 1944 při spojeneckých náletech na chemické závody v Záluží zasáhla řada bomb území obce a došlo ke zničení řady domů a ke ztrátám na životech.
Obec byla zbořena v letech 1980–1983 kvůli stanovení pásma hygienické ochrany chemických závodů a postupu důlní těžby a katastrální území bylo připojeno k Hornímu Jiřetínu.

## Obyvatelstvo
Při sčítání lidu v roce 1921 ve městě žilo 3 182 obyvatel (z toho 1 597 mužů), z nichž bylo 2 080 Čechoslováků, 1 065 Němců, pět Židů a 32 cizinců. Většina (1 745) jich byla bez vyznání. Druhou nejpočetnější skupinou byli římští katolíci, ale 43 lidí patřilo k evangelíkům, 31 k církvi československé a pět k izraelské. Podle sčítání lidu z roku 1930 mělo město 3 485 obyvatel: 2 335 Čechoslováků, 1 109 Němců, deset příslušníků jiné národnosti (převážně Rusů a Židů) a 31 cizinců. Největší skupinou bylo 1 926 osob bez vyznání, římských katolíků bylo 1 448 a ostatní církve měly menší zastoupení: 49 evengelíků, 44 členů církve československé, sedm židů a jedenáct členů nezjišťovaných církví.
|           | 1869 | 1880 | 1890  | 1900  | 1910  | 1921  | 1930  | 1950  | 1961  | 1970  | 1980 | 1991 | 2001 | 2011 |
| --------- | ---- | ---- | ----- | ----- | ----- | ----- | ----- | ----- | ----- | ----- | ---- | ---- | ---- | ---- |
| Obyvatelé | 789  | 958  | 2 836 | 3 947 | 3 685 | 3 552 | 3 849 | 3 037 | 2 486 | 1 881 | 780  | —    | —    | —    |
| Domy      | 135  | 136  | 168   | 211   | 218   | 224   | 292   | 340   | 303   | 281   | 205  | —    | —    | 1    |

## Pamětihodnosti
- V letech 1718–1724 byl na místě původního gotického kostela vybudován barokní kostel svatého Mikuláše. V roce 1893 byl uzavřen pro narušení statiky vinou důlní činnosti a v roce 1897 byl zbořen a na jeho místě byl v letech 1898–1899 postaven nový kostel. V roce 1925 byl i on narušen těžbou, takže musel být roku 1934 uzavřen. Po zabezpečovacích pracích mohl být opět otevřen až roku 1939.[7]Místo, kde stál kostel, je pod vodou, která zaplavila zdejší důlní propadliny.[8]
- Kaple se sochou svatého Floriána ze druhé poloviny 18. století
- Sousoší svatého Jiří z roku 1711 (dnes se nachází v Litvínově)
- Sousoší svatého Jana Nepomuckého a svatého Antonína z roku 1739 (dnes u kostela v Českých Zlatníkách)
- V katastrálním území Dolní Jiřetín stojí památkově chráněné budovy Dolu Centrum.[9]